# آندو ۶۴۲۴
سیارک ۶۴۲۴ (به انگلیسی: 6424 Ando، نامگذاری:1994EN3) شش هزار و چهارصد و بیست و چهارمین سیارک کشف شده‌است که در ۱۴ مارس ۱۹۹۴ کشف شد.
قدر مطلق سیارک برابر ۱۱٫۸۰ است.